# Агаракское сельское поселение
Агаракское сельское поселение — муниципальное образование в Юргинском районе Тюменской области.
Административный центр — село Агарак.

## История
Село Агарак возникло на месте татарского поселения, остатки которого сохранились по настоящее время. Заселение местности и вытеснение татар происходило в XVII веке, а основное заселение началось после освобождения крестьян от крепостного права. Агарак до революции находился в ведении Плетнёвской волости, Ялуторовского уезда, Тобольской губернии.
Среди сельских строений гордо высилась церковь, дом купца Рыбникова и приказчика купца Кузнецова. На десять деревень имелось всего одна церковно-приходская школа на тридцать мест.
Архивные документы сохранили записи:

«Церковь построена в 1824 году тщанием прихожан. Здание каменное с такой же колокольнею и оградою. Престолов в ней два: в настоящей холодной - во имя Рождества Христова, в пределе тёплом во имя Богоявления Господня».

Агарак являлся местом ссылки. В 1912 году в селе
находился в ссылки за революционную деятельность Алябьев из Рязани. Это был человек образованный, общительный, пользовался большой любовью среди населения. Алябьев часто вступал в споры с властительным начальством, защищая права бедняков.
До революции была организована ячейка РСДРП, руководителем которой являлся псаломщик Трушников Степан Алексеевич.
Первыми коммунистами в селе были: Колышкин Василий Михайлович, Семёнов Иван Афанасьевич, Кононов Афанасий Иванович, Бердин Пётр Самсонович, Шестаков Анисим Ефимович, Старцев Николай Ефимович.
В 1919 году образован Агаракский сельсовет. Первым председателем, которого был Минин. Также в селе была создана первая комсомольская ячейка. Руководил ячейкой Тверских Константин Алексеевич (убитый во время бандитского восстания).
Пришёл 1921 год. В этот год была разруха и голод. Для обеспечения городов продовольствием в Агараке был образован продком. Продкомом были недовольны зажиточные и средние крестьяне, которые решили свергнуть советскую власть.
В январе 1921 года в доме Батурина К.Н. собрались заговорщики во главе, которых стоял Адаль Адам. В свою банду Адаль вовлёк всех зажиточных крестьян. К нему также примкнула часть населения. 6 февраля 1921 года заговорщики приступили к выполнению своих планов. В обеденный перерыв был произведён арест членов исполкома во главе, которого стоял Старцев Николай Егорович. Одновременно с арестом исполкома проводились арест коммунистов. Вечером этого же дня  был создан штаб бандитского восстания начальником, которого был назначен Басов Ф. В.  Собрав всех арестованных в штаб бандиты приступили к жестокому избиению до бессознательного состояния. Через ночь судьба арестованных коммунистов была решена. Измученных коммунаров повезли в село Северо-Плетнёво. Довезя до Путиловского урочища бандиты стали убивать арестованных. Первым был убит  Старцев, затем остальные.
Оставшиеся в живых коммунисты организовали партизанские отряды для борьбы с контрреволюционным восстанием. Особо отличались в борьбе с бандой демобилизованные красноармейцы.
В Агаракский штаб восстания стали привозить для смертной казни коммунистов и партизан, взятых в плен из  с. Юргинское, Северо-Плетнёво и других сёл. В конце зимы 1921 главарь бандитских отрядов Ганька Зламанов начал проводить крупнее операции по уничтожению небольших отрядов партизан. Рукой этого бандита и по его указке  было убито много людей.
Несмотря на численное превосходство банды и хорошее её вооружение партизаны наносили им чувствительные удары. Весной этого же года для подавления бандитского восстания прибыл отряд красноармейцев в количестве 100 человек под командованием Тюменцева. Совместными действиями красноармейцев и партизан банда была ликвидирована.
Отдавшие жизнь за советскую власть и погибшие в боях с бандой похоронены в братской могиле, а именно: 
| - братья Анисомавы - Батурин И. Ф. - Батурин В. Ф. - Бердин П. С. - Васильев П. Е. - Васильев А. В. - Гужов И. - Дерябин Г. И. - Дегтярёв А. М. - Замятин П. К. - Исаев Г. Е. - Катушков Т. - Кононов А. И. - Коровин П. М. - Коровин Т. - Комаров М. Ф. - Кульнев Я. А. - Колышкин В. М. - Кривоногов И. Ф. - Кугаевских Я. П. | - Листвин Н. Ф. - Малахов А. А. - Михеев П. - Мясников И. - Мизов Ф. - Ромжин С. - Ратинцева В. М. - Санников Н. Я. - Сергеев Е. С. - Сергеева С. Г. - Сергеев О. Е. - Старцев Н. Е. - Старцев А. Н. - Сичинев М. М. - Тимофеев И. - Тверских К. А. - Трушников С. А. - Усольцев Б. - Шестаков Г. Н. - Широбоков И. Н. |
| --- | --- |

В период НЭПа постепенно стала налаживаться торговля потребкооперации. В январе проводились шумные и многолюдные базары. С покупкой продуктов сельского хозяйства, а также продажей промышленных товаров. В период с 1924 по 1928 годы в селе стали появляться сельскохозяйственные машины: плуги, железные бороны, жатки, молотилки.
В 1928 году между Агараком и деревней Выползова у реки была организована коммуна. В начале поставили два жилых дома, пекарю, скотные дворы, зернохранилище и мельницу. Первыми членами коммуны были председатель сельского совета Колышкин Ф.В. и секретарь Кривоногов Е.И. За ними пошли самые бедные крестьяне с разных деревень. Председателем коммуны был выбран Кармацких Владимир Ефимович. В коммуну вошло около 65 семейств.
В 1929 году в селе начинает организовываться коллективное хозяйство из крестьян, не вошедших в коммуну. В 1930 была завершена сплошная коллективизация всех семейств.
В 1930 году на территории Агаракского сельсовета располагались 12 деревень. 6 коллективных хозяйств: им. Сталина, им. Ворошилова, "Новая жизнь", "РККА", "Всходы","Трудовик".
После выхода статьи Сталина "Головокружение от успехов" колхозники стали выходить из колхоза забирая обобществлённое имущество и скот. Колхоз распался.
С 1931-1932 год начинается организация нового колхоза. В колхоз вступили все крестьянские хозяйства, в том числе и кулацкие. В этом же году происходит объединение колхоза с коммуной.
15 января 1933 года в Агараке состоялся митинг, на котором выступил председатель колхоза Ярцев:

«Дух захватывает у меня, не высказать радости. Товарищи, мы успешно справились со всеми работами. Сейчас получаем хлеб. Нам в год не поесть этого хлеба (имеется в виду "не съесть за весь год"). Но не успокаивайтесь, товарищи, работы много впереди. Ещё лучше и больше надо работать. Ведь работаем мы на себя».

1936 году колхозники встречали первые тракторы. Но в колхозе не хватало рабочих рук.
Зимой 1939 года в колхоз влились, переселенцы из центральных районов страны. Хозяйство быстро пошло на подъём, но дальнейшее удачное развитие было прервано Великой Отечественной войной. В военные годы крупнейшее агаракское промышленное предприятие - Химлесхоз, поставлял сырьё для нужд армии. Село приняло эвакуированных детей Ленинграда.
В 1950 году произошло объединение трёх колхозов в один, который стал носить имя Сталина. В расположении колхоза имелись фермы крупного рогатого скота, птицеводческая, свиноводческая, овцеводческая.
В 1954 году колхоз им. Сталина объединился с колхозом "Новая жизнь". Председателем объединённого колхоза стал Чемакин Леонид Федотович.
В этом же году были значительно увеличены ассигнования государства на неотложные нужды колхоза. Укреплена материально техническая база. Для работ были направлены специалисты.
Так же расширялся химлесхоз, который занимался: добычей живицы, заготовкой и переработкой древесины, имел свой кирпичный завод, склад ГСМ и электростанцию.
В 1961 году колхоз имени Сталина переименован в "Россия". Председателем избран Анатолий Андреевич Савельев. Была проведена специализация животноводства, ликвидированы  овцеводческая и птицеводческая фермы, которые давали хозяйству один убыток. Через 3 года колхоз из отстающих вышел в первые ряды.     
В 1967 году в селе построен Дом культуры на 300 мест, детский сад на 40 мест, восьмилетняя школа на 200 мест, жилые дома для тружеников колхоза а также ферма и различные постройки сельхозназначения (гараж, зернохранилище).
В 80-е годы председателем колхоза "Россия" избран Сергей Степанович Брагин. Хозяйство неоднократно признаётся лучшим в социалистическом соревновании животноводов района.

## Состав поселения
В состав сельского поселения входят:
- село Агарак
- деревня Сергеево